# Giovilabio

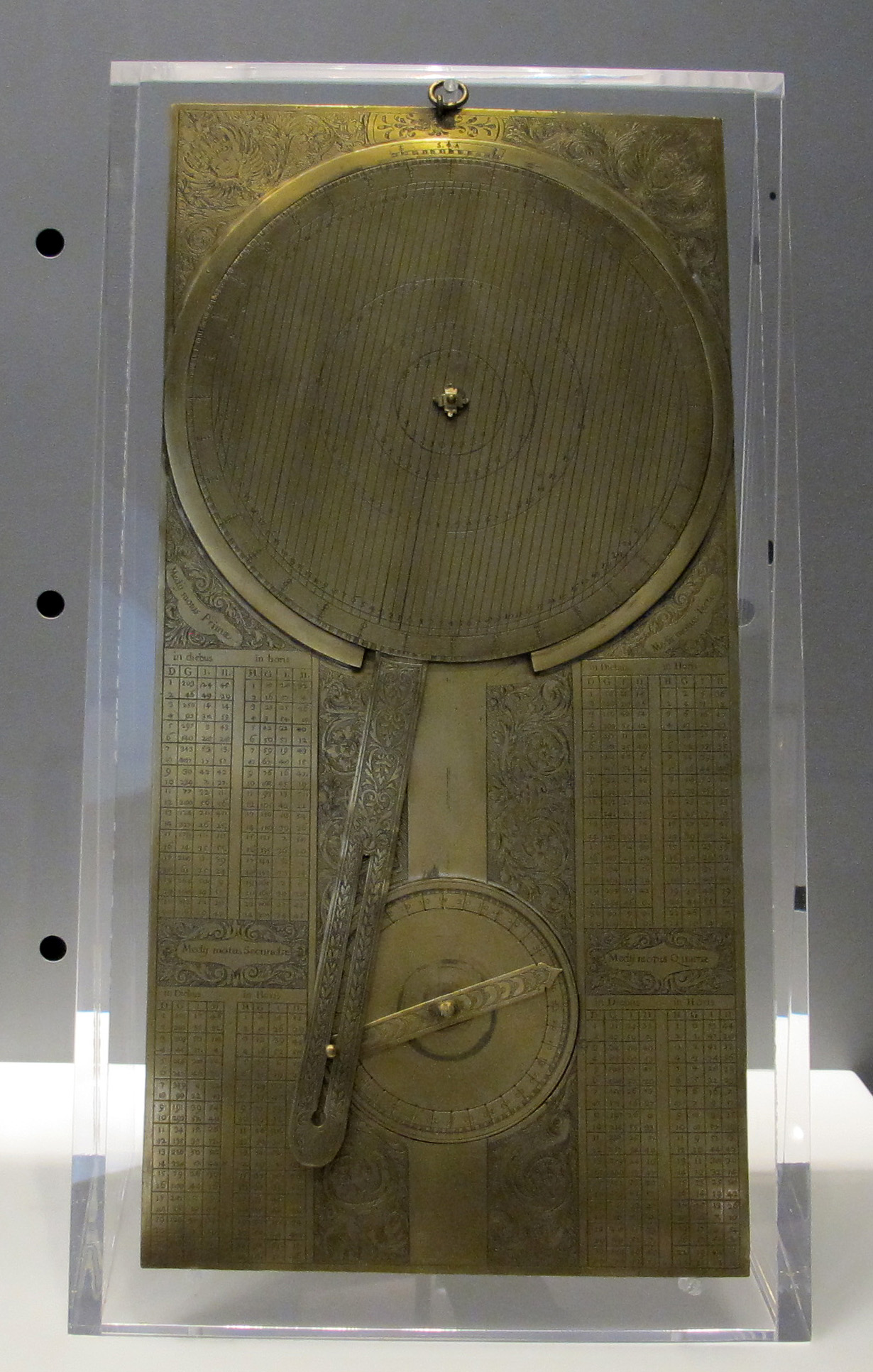
Giovilabio del 1650-1700 circa al Museo Galileo di Firenze

Il giovilabio è uno strumento simile all'astrolabio, che consente di determinare le orbite e i periodi dei satelliti medicei di Giove. La sua struttura deriva da un metodo grafico ideato da Galileo Galilei intorno all'epoca della pubblicazione del Sidereus Nuncius (1610).

## Descrizione
Lo strumento è costituito da due dischi girevoli con diametro differente e collegati fra di loro da un'asta mobile; attraverso di essi si riesce a ricondurre al Sole le apparenze dei satelliti osservate dalla Terra: queste sono però apparenze irregolari, a causa dei movimenti eliocentrici della Terra e di Giove. Sulla faccia del giovilabio sono incise le cosiddette tavole di Bellosguardo, che hanno la funzione di determinare il moto medio di ognuno dei satelliti di Giove.

## Calcolo della longitudine
Galileo approfondì il tema della previsione del moto dei satelliti di Giove anche individuando delle possibili applicazioni pratiche, fra cui il calcolo della longitudine in mare, tema all'epoca di grande interesse (gli Stati generali dei Paesi Bassi, per esempio, avevano messo in palio un premio di 30.000 fiorini per chi avesse trovato un metodo per risolvere questo problema). Attraverso il giovilabio e un telescopio si poteva infatti utilizzare Giove come "orologio naturale" e determinare l'ora riferita a un meridiano di riferimento.